# Artur Balsam
Pour les articles homonymes, voir Balsam.
Artur Balsam (Varsovie, 8 février 1906 – New York, 1er septembre 1994) est un pianiste et pédagogue américain, polonais de naissance.

## Biographie
Artur Balsam étudie à Łódź, et fait ses débuts en scène à douze ans. Il est ensuite inscrit à la Hochschule für Musik de Berlin et étudie avec Artur Schnabel et Curt Boerner. En 1930, il remporte le Concours international de piano de Berlin et l'année suivante obtient le prestigieux Prix Mendelssohn en musique de chambre avec le violoniste Roman Totenberg. En 1932, il effectue une tournée aux États-Unis avec Yehudi Menuhin. Avec la montée des Nazis, Balsam s'installa à New York, où il devient l'accompagnateur de choix pour les artistes, notamment Henri Temianka, avec qui il a joué deux fois en 1945, à Carnegie Hall, Zino Francescatti, David Oistrakh, Leonid Kogan, Oscar Shumsky, Isaac Stern, Zara Nelsova, Joseph Fuchs, Lillian Fuchs, Mstislav Rostropovitch, Nathan Milstein, Roman Totenberg. Il devient le doyen incontesté de l'interprétation de la musique de chambre et de son enseignement aux États-Unis, mais donne occasionnellement des récitals en soliste. Il a enregistré l'intégrale de l'œuvre pour piano de Mozart pour le label l'Oiseau Lyre et les Sonates de Haydn pour le Musical Heritage Society, pour lequel il a également enregistré les œuvres pour deux pianos de Mozart, avec Nadia Reisenberg. Lors du bicentenaire Mozart en 1956, il est invité à enregistrer six des concertos avec le BBC Symphony. Ses enregistrements des Sonates pour violon de Beethoven, avec Joseph Fuchs et Sonates pour violoncelle avec Zara Nelsova, ainsi que leur enregistrement de Sergueï Rachmaninoff de la Sonate pour violoncelle, sont parmi les plus prisés de ce répertoire. Il a été tour à tour professeur dans les facultés de l'Eastman School of Music, l'Université de Boston et l'École de musique de Manhattan. Parmi ses notables élèves, on compte Emanuel Ax, Astrith Baltsan, Edmund Battersby, Paul-André Bempéchat, Carla Dodek, Robert Freeman, Donald Isler, Mina Miller, Edward Niemann, Murray Perahia et Eleanor Wong. Il meurt d'une pneumonie au Mount Sinai Hospital de Manhattan, à l'âge de 88 ans.
Sa femme, Ruth Rosalie, a été la présidente de la fondation Artur Balsam pour la Musique de chambre. Elle est décédée moins de cinq ans plus tard, le 9 avril 1999.